# Dungarpur
Dungarpur là một thành phố và khu đô thị của quận Dungarpur thuộc bang Rajasthan, Ấn Độ.

## Địa lý
Dungarpur có vị trí 23°50′B 73°43′Đ / 23,83°B 73,72°Đ Nó có độ cao trung bình là 225 mét (738 feet).

## Nhân khẩu
Theo điều tra dân số năm 2001 của Ấn Độ, Dungarpur có dân số 42.514 người. Phái nam chiếm 54% tổng số dân và phái nữ chiếm 46%. Dungarpur có tỷ lệ 76% biết đọc biết viết, cao hơn tỷ lệ trung bình toàn quốc là 59,5%: tỷ lệ cho phái nam là 83%, và tỷ lệ cho phái nữ là 69%. Tại Dungarpur, 13% dân số nhỏ hơn 6 tuổi.